# Philippe Saive
Pour les articles homonymes, voir Saive (homonymie).
Philippe Saive, né le 2 juillet 1971 à Liège, est un joueur de tennis de table belge. Il est le frère cadet de Jean-Michel Saive, également pongiste à la carrière internationale.  

## Carrière sportive
Dans l'ombre de son frère, il a longtemps été le n°2 belge, tout en étant pendant plus de dix ans dans les cent meilleurs joueurs mondiaux. 
À un mois de son 37e anniversaire, et après 22 ans de carrière, le pongiste liégeois prend sa retraite internationale avec un titre de vice-champion du monde par équipes décroché en 2001 à Osaka, ainsi qu'une 4e place par équipes aux Mondiaux de Chiba, également au Japon, en 1991. Il a aussi décroché la médaille de bronze interpays lors de l'Euro 1996 de Bratislava (Slovaquie). Il compte 253 sélections internationales avec la Belgique.
Il compte à son palmarès deux Ligues européennes avec la Belgique (1994 et 1995) et deux coupes d'Europe des clubs champions avec son club de Dusseldorf en 1997 et 1998. 
Il a participé aussi à trois Jeux olympiques en 1992 à Barcelone, en 1996 à Atlanta et en 2000 à Sydney.
Il joue depuis plusieurs saisons pour le compte du club du SMEC Metz en Pro B et Pro A, renommé Metz TT en 2009.
Parallèlement à son club de Metz en France, il rejoue durant la saison 2011/2012 en Belgique au club de Verviers le "TT Vervia" en super division, championnat pendant lequel il pourrait rencontrer un certain Jean-Michel Saive.
En 2012, il devient champion du monde vétérans dans la catégorie 40-49 ans, à Stockholm en Suède.

## Politique
Il est membre du Parti socialiste,. Membre du conseil communal d'Ans depuis 2007, il en devient échevin à partir de 2017,.